# Séries éliminatoires de la Coupe Stanley 1931
Année précédente Année suivante
Les séries éliminatoires de la Coupe Stanley 1931 font suite à la saison 1930-1931 de la Ligue nationale de hockey. Les Canadiens de Montréal remportent la Coupe Stanley après avoir battu en finale les Black Hawks de Chicago sur le score de 3 matchs à 2.

## Contexte et déroulement des séries
Les premiers de chaque division se rencontrent au meilleur des 5 matches, le vainqueur étant qualifié ensuite directement pour la finale de la Coupe Stanley. Les deuxièmes de chaque division se rencontrent tout comme les troisièmes, en 2 matches. Le gagnant est décidé au nombre de buts marqués. Les vainqueurs se rencontrent, encore en 2 matches et au nombre de buts inscrits, pour décider de l'équipe qualifiée pour la finale qui se joue au meilleur des 5 matches.

## Tableau récapitulatif
|  | Quarts de finale       | Quarts de finale       | Quarts de finale       | Quarts de finale       |                        |                        | Demi-finales                     | Demi-finales                     | Demi-finales                     | Demi-finales                     |  |  | Finale                  | Finale                  | Finale                  | Finale                  |
|  |                        |                        |                        |                        |                        |                        |                                  |                                  |                                  |                                  |  |  |                         |                         |                         |                         |
|  |                        |                        |                        |                        |                        |                        | 24, 26, 28 et 30 mars, 1er avril | 24, 26, 28 et 30 mars, 1er avril | 24, 26, 28 et 30 mars, 1er avril | 24, 26, 28 et 30 mars, 1er avril |  |  | 3, 5, 9, 11 et 14 avril | 3, 5, 9, 11 et 14 avril | 3, 5, 9, 11 et 14 avril | 3, 5, 9, 11 et 14 avril |
|  |                        |                        |                        |                        |                        |                        | 24, 26, 28 et 30 mars, 1er avril | 24, 26, 28 et 30 mars, 1er avril | 24, 26, 28 et 30 mars, 1er avril | 24, 26, 28 et 30 mars, 1er avril |  |  | 3, 5, 9, 11 et 14 avril | 3, 5, 9, 11 et 14 avril | 3, 5, 9, 11 et 14 avril | 3, 5, 9, 11 et 14 avril |
|  |                        |                        |                        |                        |                        |                        | 24, 26, 28 et 30 mars, 1er avril | 24, 26, 28 et 30 mars, 1er avril | 24, 26, 28 et 30 mars, 1er avril | 24, 26, 28 et 30 mars, 1er avril |  |  | 3, 5, 9, 11 et 14 avril | 3, 5, 9, 11 et 14 avril | 3, 5, 9, 11 et 14 avril | 3, 5, 9, 11 et 14 avril |
|  |                        |                        |                        |                        |                        |                        | 24, 26, 28 et 30 mars, 1er avril | 24, 26, 28 et 30 mars, 1er avril | 24, 26, 28 et 30 mars, 1er avril | 24, 26, 28 et 30 mars, 1er avril |  |  | 3, 5, 9, 11 et 14 avril | 3, 5, 9, 11 et 14 avril | 3, 5, 9, 11 et 14 avril | 3, 5, 9, 11 et 14 avril |
|  |                        |                        |                        |                        |                        |                        | 24, 26, 28 et 30 mars, 1er avril | 24, 26, 28 et 30 mars, 1er avril | 24, 26, 28 et 30 mars, 1er avril | 24, 26, 28 et 30 mars, 1er avril |  |  | 3, 5, 9, 11 et 14 avril | 3, 5, 9, 11 et 14 avril | 3, 5, 9, 11 et 14 avril | 3, 5, 9, 11 et 14 avril |
|  | Bruins de Boston       | Bruins de Boston       | 2                      | 2                      |                        |                        |                                  |                                  |                                  |                                  |  |  | 3, 5, 9, 11 et 14 avril | 3, 5, 9, 11 et 14 avril | 3, 5, 9, 11 et 14 avril | 3, 5, 9, 11 et 14 avril |
|  | Bruins de Boston       | Bruins de Boston       | 2                      | 2                      |                        |                        |                                  |                                  |                                  |                                  |  |  | 3, 5, 9, 11 et 14 avril | 3, 5, 9, 11 et 14 avril | 3, 5, 9, 11 et 14 avril | 3, 5, 9, 11 et 14 avril |
|  |                        |                        | Canadiens de Montréal  | Canadiens de Montréal  | 3                      | 3                      |                                  |                                  |                                  |                                  |  |  | 3, 5, 9, 11 et 14 avril | 3, 5, 9, 11 et 14 avril | 3, 5, 9, 11 et 14 avril | 3, 5, 9, 11 et 14 avril |
|  |                        |                        |                        |                        | 3                      | 3                      |                                  |                                  |                                  |                                  |  |  | 3, 5, 9, 11 et 14 avril | 3, 5, 9, 11 et 14 avril | 3, 5, 9, 11 et 14 avril | 3, 5, 9, 11 et 14 avril |
|  |                        | 29 et 31 mars          |                        |                        |                        |                        |                                  |                                  |                                  |                                  |  |  | 3, 5, 9, 11 et 14 avril | 3, 5, 9, 11 et 14 avril | 3, 5, 9, 11 et 14 avril | 3, 5, 9, 11 et 14 avril |
|  |                        |                        |                        |                        |                        |                        |                                  |                                  |                                  |                                  |  |  | 3, 5, 9, 11 et 14 avril | 3, 5, 9, 11 et 14 avril | 3, 5, 9, 11 et 14 avril | 3, 5, 9, 11 et 14 avril |
|  | Canadiens de Montréal  | Canadiens de Montréal  | 3                      | 3                      |                        |                        |                                  |                                  |                                  |                                  |  |  |                         |                         |                         |                         |
|  | Canadiens de Montréal  | Canadiens de Montréal  | 3                      | 3                      | 24 et 26 mars          |                        |                                  |                                  |                                  |                                  |  |  |                         |                         |                         |                         |
|  |                        |                        | Black Hawks de Chicago | Black Hawks de Chicago | 2                      | 2                      |                                  |                                  |                                  |                                  |  |  |                         |                         |                         |                         |
|  | Maple Leafs de Toronto | Maple Leafs de Toronto | Black Hawks de Chicago | Black Hawks de Chicago | 2                      | 2                      | 3                                | 3                                |                                  |                                  |  |  |                         |                         |                         |                         |
|  | Maple Leafs de Toronto | Maple Leafs de Toronto |                        |                        |                        |                        |                                  |                                  |                                  |                                  |  |  |                         |                         |                         |                         |
|  | Black Hawks de Chicago | Black Hawks de Chicago | 4                      | 4                      |                        |                        |                                  |                                  |                                  |                                  |  |  |                         |                         |                         |                         |
|  | Black Hawks de Chicago | Black Hawks de Chicago | 4                      | 4                      | Black Hawks de Chicago | Black Hawks de Chicago | 3                                | 3                                |                                  |                                  |  |  |                         |                         |                         |                         |
|  | 24 et 26 mars          |                        |                        |                        | Black Hawks de Chicago | Black Hawks de Chicago | 3                                | 3                                |                                  |                                  |  |  |                         |                         |                         |                         |
|  |                        |                        | Rangers de New York    | Rangers de New York    | 0                      | 0                      |                                  |                                  |                                  |                                  |  |  |                         |                         |                         |                         |
|  | Rangers de New York    | Rangers de New York    | Rangers de New York    | Rangers de New York    | 0                      | 0                      | 8                                | 8                                |                                  |                                  |  |  |                         |                         |                         |                         |
|  | Rangers de New York    | Rangers de New York    |                        |                        |                        |                        |                                  | 8                                |                                  |                                  |  |  |                         |                         |                         |                         |
|  | Maroons de Montréal    | Maroons de Montréal    | 1                      | 1                      |                        |                        |                                  |                                  |                                  |                                  |  |  |                         |                         |                         |                         |
|  | Maroons de Montréal    | Maroons de Montréal    | 1                      | 1                      |                        |                        |                                  |                                  |                                  |                                  |  |  |                         |                         |                         |                         |
|  |                        |                        |                        |                        |                        |                        |                                  |                                  |                                  |                                  |  |  |                         |                         |                         |                         |

## Résultats détaillés

### Quarts de finale

#### Maple Leafs de Toronto contre Black Hawks de Chicago
| 24 mars | Toronto | 2-2 (1-1, 1-1, 0-0) | Chicago | Arena Gardens |

| Feuille de match | Feuille de match                                        | Feuille de match | Feuille de match                                       | Feuille de match                      |
| ---------------- | ------------------------------------------------------- | ---------------- | ------------------------------------------------------ | ------------------------------------- |
|                  | Bailey (Day) — 12 min Blair (Day, Bailey) — 32 min 12 s | 1-0 1-1 1-2 2-2  | March (Adams) — 12 min 6 s March (Adams) — 31 min 24 s | Arbitrage : Bert Corbeau Alex Romeril |
| Chabot           | Gardiens                                                | Gardiner         |                                                        | Arbitrage : Bert Corbeau Alex Romeril |
|                  |                                                         |                  |                                                        | Arbitrage : Bert Corbeau Alex Romeril |
|                  |                                                         |                  |                                                        | Arbitrage : Bert Corbeau Alex Romeril |

| 26 mars | Chicago | 2-1 (0-0, 1-0, 0-1, 1-0) | Toronto | Chicago Stadium 15 460 spectateurs |

| Feuille de match | Feuille de match                                                                  | Feuille de match | Feuille de match           | Feuille de match                      |
| ---------------- | --------------------------------------------------------------------------------- | ---------------- | -------------------------- | ------------------------------------- |
|                  | Ripley (R. Couture, Gottselig) — 27 min 15 s Adams (March, T. Cook) — 79 min 20 s | 1-0 1-1 2-1      | Clancy (Conacher) — 57 min | Arbitrage : Bert Corbeau Alex Romeril |
| Gardiner         | Gardiens                                                                          | Chabot           |                            | Arbitrage : Bert Corbeau Alex Romeril |
|                  |                                                                                   |                  |                            | Arbitrage : Bert Corbeau Alex Romeril |
|                  |                                                                                   |                  |                            | Arbitrage : Bert Corbeau Alex Romeril |

#### Rangers de New York contre Maroons de Montréal
| 24 mars | New York | 5-1 (1-0, 1-0, 3-1) | Montréal | Madison Square Garden |

| Feuille de match | Feuille de match | Feuille de match        | Feuille de match                  | Feuille de match                        |
| ---------------- | --- | ----------------------- | --------------------------------- | --------------------------------------- |
|                  | B. Cook (Dillon) — 10 min 34 s B. Cook (Boucher) — 36 min 51 s Thompson — 45 min 15 s Keeling (Murdoch) — 54 min 24 s Thompson (Murdoch) — 54 min 24 s | 1-0 2-0 3-0 4-0 5-0 5-1 | Stewart (Northcott) — 59 min 27 s | Arbitrage : Odie Cleghorn Jerry Goodman |
| Roach            | Gardiens | Kerr                    |                                   | Arbitrage : Odie Cleghorn Jerry Goodman |
|                  | |                         |                                   | Arbitrage : Odie Cleghorn Jerry Goodman |
|                  | |                         |                                   | Arbitrage : Odie Cleghorn Jerry Goodman |

| 26 mars | Montréal | 0-3 (0-1, 0-2, 0-0) | New York | Forum de Montréal 10 750 spectateurs |

| Feuille de match | Feuille de match | Feuille de match | Feuille de match                                                                       | Feuille de match                        |
| ---------------- | ---------------- | ---------------- | -------------------------------------------------------------------------------------- | --------------------------------------- |
|                  |                  | 0-1 0-2 0-3      | B. Cook (Boucher) — 26 min 50 s Johnson — 30 min 20 s Thompson (Keeling) — 35 min 29 s | Arbitrage : Odie Cleghorn Jerry Goodman |
| Kerr             | Gardiens         | Roach            |                                                                                        | Arbitrage : Odie Cleghorn Jerry Goodman |
|                  |                  |                  |                                                                                        | Arbitrage : Odie Cleghorn Jerry Goodman |
|                  |                  |                  |                                                                                        | Arbitrage : Odie Cleghorn Jerry Goodman |

### Demi-finales

#### Bruins de Boston contre Canadiens de Montréal
| 24 mars | Boston | 5-4 (pr) (0-0, 1-3, 3-1, 1-0) | Montréal | Boston Madison Square Garden |

| Feuille de match | Feuille de match | Feuille de match                    | Feuille de match | Feuille de match                      |
| ---------------- | --- | ----------------------------------- | --- | ------------------------------------- |
|                  | Clapper (Owen, Weiland) — 37 min 34 s Shore (Clapper) — 43 min 49 s Weiland (Clapper) — 46 min 29 s Owen (Barry) — 50 min 26 s Weiland (Shore) — 78 min 56 s | 0-1 0-2 1-2 1-3 1-4 2-4 3-4 4-4 5-4 | Gagnon (Morenz) — 25 min 23 s Wasnie (Leduc) — 26 min 26 s Burke (Morenz) — 39 min 8 s S. Mantha (Morenz) — 42 min 45 s | Arbitrage : Mickey Ion Bobby Hewitson |
| Thompson         | Gardiens | Hainsworth                          | | Arbitrage : Mickey Ion Bobby Hewitson |
|                  | |                                     | | Arbitrage : Mickey Ion Bobby Hewitson |
|                  | |                                     | | Arbitrage : Mickey Ion Bobby Hewitson |

| 26 mars | Boston | 0-1 (0-1, 0-0, 0-0) | Montréal | Boston Madison Square Garden 16 500 spectateurs |

| Feuille de match | Feuille de match | Feuille de match | Feuille de match                 | Feuille de match                      |
| ---------------- | ---------------- | ---------------- | -------------------------------- | ------------------------------------- |
|                  |                  | 0-1              | G. Mantha (Lépine) — 15 min 27 s | Arbitrage : Mickey Ion Bobby Hewitson |
| Thompson         | Gardiens         | Hainsworth       |                                  | Arbitrage : Mickey Ion Bobby Hewitson |
|                  |                  |                  |                                  | Arbitrage : Mickey Ion Bobby Hewitson |
|                  |                  |                  |                                  | Arbitrage : Mickey Ion Bobby Hewitson |

| 28 mars | Montréal | 4-3 (pr) (1-1, 2-0, 0-2, 1-0) | Boston | Forum de Montréal 12 500 spectateurs |

| Feuille de match | Feuille de match                                                                                                  | Feuille de match            | Feuille de match                                                                                   | Feuille de match                      |
| ---------------- | --- | --------------------------- | -------------------------------------------------------------------------------------------------- | ------------------------------------- |
|                  | S. Mantha — 2 min 30 s Rivers (Joliat) — 22 min 25 s G. Mantha — 37 min 37 s G. Mantha (Larochelle) — 65 min 10 s | 1-0 1-1 2-1 3-1 3-2 3-3 4-3 | Clapper (Gainor) — 39 min 50 s Weiland (Owen) — 40 min 55 s Barry (Weiland, Clapper) — 56 min 10 s | Arbitrage : Mickey Ion Bobby Hewitson |
| Hainsworth       | Gardiens | Thompson                    | | Arbitrage : Mickey Ion Bobby Hewitson |
|                  | |                             | | Arbitrage : Mickey Ion Bobby Hewitson |
|                  | |                             | | Arbitrage : Mickey Ion Bobby Hewitson |

| 30 mars | Montréal | 1-3 (0-1, 0-2, 1-0) | Boston | Forum de Montréal 13 000 spectateurs |

| Feuille de match | Feuille de match              | Feuille de match | Feuille de match                                                             | Feuille de match                      |
| ---------------- | ----------------------------- | ---------------- | ---------------------------------------------------------------------------- | ------------------------------------- |
|                  | Wasnie (Morenz) — 49 min 39 s | 0-1 0-2 0-3 1-3  | Weiland (Owen) — 16 min 2 s Shore — 28 min 33 s Owen (Chapman) — 34 min 56 s | Arbitrage : Mickey Ion Bobby Hewitson |
| Hainsworth       | Gardiens                      | Thompson         |                                                                              | Arbitrage : Mickey Ion Bobby Hewitson |
|                  |                               |                  |                                                                              | Arbitrage : Mickey Ion Bobby Hewitson |
|                  |                               |                  |                                                                              | Arbitrage : Mickey Ion Bobby Hewitson |

| 1er avril | Montréal | 3-2 (pr) (2-0, 0-0, 0-2, 1-0) | Boston | Forum de Montréal |

| Feuille de match | Feuille de match                                                                    | Feuille de match    | Feuille de match                                             | Feuille de match                      |
| ---------------- | ----------------------------------------------------------------------------------- | ------------------- | ------------------------------------------------------------ | ------------------------------------- |
|                  | Gagnon (Burke) — 6 min 28 s Lépine (Joliat) — 9 min 8 s Larochelle (Burke) — 79 min | 1-0 2-0 2-1 2-2 3-2 | Weiland — 24 min 34 s Weiland (Clapper, Barry) — 33 min 42 s | Arbitrage : Mickey Ion Bobby Hewitson |
| Hainsworth       | Gardiens                                                                            | Thompson            |                                                              | Arbitrage : Mickey Ion Bobby Hewitson |
|                  |                                                                                     |                     |                                                              | Arbitrage : Mickey Ion Bobby Hewitson |
|                  |                                                                                     |                     |                                                              | Arbitrage : Mickey Ion Bobby Hewitson |

#### Black Hawks de Chicago contre Rangers de New York
| 29 mars | Chicago | 2-0 (1-0, 0-0, 1-0) | New York | Chicago Stadium 17 000 spectateurs |

| Feuille de match | Feuille de match                                                       | Feuille de match | Feuille de match | Feuille de match                       |
| ---------------- | ---------------------------------------------------------------------- | ---------------- | ---------------- | -------------------------------------- |
|                  | Gottselig (Doc Romnes) — 13 min 25 s Romnes (R. Couture) — 44 min 30 s | 1-0 2-0          |                  | Arbitrage : Bert Corbeau Jerry Goodman |
| Gardiner         | Gardiens                                                               | Roach            |                  | Arbitrage : Bert Corbeau Jerry Goodman |
|                  |                                                                        |                  |                  | Arbitrage : Bert Corbeau Jerry Goodman |
|                  |                                                                        |                  |                  | Arbitrage : Bert Corbeau Jerry Goodman |

| 31 mars | New York | 0-1 (0-0, 0-0, 0-1) | Chicago | Madison Square Garden 18 000 spectateurs |

| Feuille de match | Feuille de match | Feuille de match | Feuille de match                         | Feuille de match                       |
| ---------------- | ---------------- | ---------------- | ---------------------------------------- | -------------------------------------- |
|                  |                  | 0-1              | T. Cook (Adams, Wentworth) — 45 min 30 s | Arbitrage : Bert Corbeau Jerry Goodman |
| Roach            | Gardiens         | Gardiner         |                                          | Arbitrage : Bert Corbeau Jerry Goodman |
|                  |                  |                  |                                          | Arbitrage : Bert Corbeau Jerry Goodman |
|                  |                  |                  |                                          | Arbitrage : Bert Corbeau Jerry Goodman |

### Finale
| 3 avril | Chicago | 1-2 (0-1, 0-0, 1-1) | Montréal | Chicago Stadium 16 500 spectateurs |

| Feuille de match | Feuille de match                             | Feuille de match | Feuille de match                                     | Feuille de match                        |
| ---------------- | -------------------------------------------- | ---------------- | ---------------------------------------------------- | --------------------------------------- |
|                  | Ripley (Gottselig, J. Couture) — 48 min 20 s | 0-1 0-2 1-2      | G. Mantha (Gagnon) — 4 min 50 s Lépine — 42 min 20 s | Arbitrage : Bobby Hewitson Alex Romeril |
| Gardiner         | Gardiens                                     | Hainsworth       |                                                      | Arbitrage : Bobby Hewitson Alex Romeril |
|                  |                                              |                  |                                                      | Arbitrage : Bobby Hewitson Alex Romeril |
|                  |                                              |                  |                                                      | Arbitrage : Bobby Hewitson Alex Romeril |

| 5 avril | Chicago | 2-1 (2 pr) (1-0, 0-1, 0-0, 0-0, 1-0) | Montréal | Chicago Stadium 17 500 spectateurs |

| Feuille de match | Feuille de match                            | Feuille de match | Feuille de match                  | Feuille de match                        |
| ---------------- | ------------------------------------------- | ---------------- | --------------------------------- | --------------------------------------- |
|                  | Adams — 31 min 45 s Gottselig — 84 min 50 s | 1-0 1-1 2-1      | Wasnie (Larochelle) — 52 min 10 s | Arbitrage : Bobby Hewitson Alex Romeril |
| Gardiner         | Gardiens                                    | Hainsworth       |                                   | Arbitrage : Bobby Hewitson Alex Romeril |
|                  |                                             |                  |                                   | Arbitrage : Bobby Hewitson Alex Romeril |
|                  |                                             |                  |                                   | Arbitrage : Bobby Hewitson Alex Romeril |

| 9 avril | Montréal | 2-3 (3 pr) (1-0, 1-0, 0-2, 0-0, 0-0, 0-1) | Chicago | Forum de Montréal 13 000 spectateurs |

| Feuille de match | Feuille de match                                                        | Feuille de match    | Feuille de match                                                                              | Feuille de match                        |
| ---------------- | ----------------------------------------------------------------------- | ------------------- | --------------------------------------------------------------------------------------------- | --------------------------------------- |
|                  | Gagnon (Burke, G. Mantha) — 5 min 15 s G. Mantha (Lépine) — 27 min 29 s | 1-0 2-0 2-1 2-2 2-3 | March (Gottselig) — 56 min 20 s Adams (T. Cook) — 57 min 7 s Wentworth (Adams) — 113 min 50 s | Arbitrage : Bobby Hewitson Alex Romeril |
| Hainsworth       | Gardiens                                                                | Gardiner            |                                                                                               | Arbitrage : Bobby Hewitson Alex Romeril |
|                  |                                                                         |                     |                                                                                               | Arbitrage : Bobby Hewitson Alex Romeril |
|                  |                                                                         |                     |                                                                                               | Arbitrage : Bobby Hewitson Alex Romeril |

| 11 avril | Montréal | 4-2 (0-2, 1-0, 3-0) | Chicago | Forum de Montréal |

| Feuille de match | Feuille de match | Feuille de match        | Feuille de match                                              | Feuille de match                        |
| ---------------- | --- | ----------------------- | ------------------------------------------------------------- | --------------------------------------- |
|                  | Gagnon (Leduc) — 24 min 34 s Gagnon (Wasnie) — 44 min 25 s Lépine (Gagnon) — 50 min 55 s Lépine (Joliat) — 57 min 26 s | 0-1 0-2 1-2 2-2 3-2 4-2 | Gottselig (Ripley) — 1 min 32 s Arbour (Ingram) — 13 min 57 s | Arbitrage : Bobby Hewitson Alex Romeril |
| Hainsworth       | Gardiens | Gardiner                |                                                               | Arbitrage : Bobby Hewitson Alex Romeril |
|                  | |                         |                                                               | Arbitrage : Bobby Hewitson Alex Romeril |
|                  | |                         |                                                               | Arbitrage : Bobby Hewitson Alex Romeril |

| 14 avril | Montréal | 2-0 (0-0, 1-0, 1-0) | Chicago | Forum de Montréal 13 000 spectateurs |

| Feuille de match | Feuille de match                                   | Feuille de match | Feuille de match | Feuille de match                        |
| ---------------- | -------------------------------------------------- | ---------------- | ---------------- | --------------------------------------- |
|                  | Gagnon (Joliat) — 29 min 59 s Morenz — 55 min 27 s | 1-0 2-0          |                  | Arbitrage : Bobby Hewitson Alex Romeril |
| Hainsworth       | Gardiens                                           | Gardiner         |                  | Arbitrage : Bobby Hewitson Alex Romeril |
|                  |                                                    |                  |                  | Arbitrage : Bobby Hewitson Alex Romeril |
|                  |                                                    |                  |                  | Arbitrage : Bobby Hewitson Alex Romeril |

## Effectif vainqueur
La liste ci-dessous présente l'ensemble des joueurs ayant le droit de faire partie de l'effectif officiel champion de la Coupe Stanley.
- Gardien de but : George Hainsworth ;
- Défenseurs : Marty Burke, Albert Leduc, Art Lesieur, Georges Mantha, Sylvio Mantha (capitaine) et Jean Pusie ;
- Ailiers : Johnny Gagnon, Aurèle Joliat, Wildor Larochelle, Albert McCaffrey, Armand Mondou, Nick Wasnie et Gus Rivers ;
- Centres : Alfred Lépine et Howie Morenz.